# Leif Maibom
Leif Maibom (født 8. december 1951) er revyforfatter, skuespiller og direktør for Sønderborg Sommer Revy.

## Baggrund
Leif Maibom blev født den 8. december 1951 i Faaborg som søn af fagforeningskasserer John Maibom og husmoderafløser og hjemmegående Elly Maibom, født Poulsen. Han blev uddannet som lærer fra Jelling Seminarium i 1975.

## Karriere
Leif Maibom debuterede som revyforfatter i Holstebrorevyen i 1978. I 1982 startede han Sønderborg Sommer Revy, og i 35 år stod han i spidsen for revyen som både direktør, hovedforfatter og skuespiller. I 2017 meldte Leif Maibom ud, at han ønskede at trække sig tilbage fra revyen som direktør og på sigt overlade revyen i hænderne på skuespiller, instruktør, og nuværende revydirektør, Jeanne Boel. Dette blev endegyldigt fra 2020, hvor Leif Maibom ikke længere var en del af ejerskabet og direktionen for Sønderborg Sommer Revy.
2017 blev også sidste gang med Maibom på scenen som fast skuespiller i revyen.
Leif Maibom har ud over Sønderborg også lavet revyer i Odense, Aalborg, Hurup Thy, København, Menstrup Kro, og Randers, og han har skrevet tekster til Cirkusrevyen, Rottefælden i Svendborg, Nykøbing Falser Revyen, Hjørringrevyen m.fl.
Foruden revytekster har Leif Maibom skrevet drama, satire, musical, og han er fast klummeskriver på Familie Journalen.
Han har medvirket i to film, en tv-serie, flere reklamefilm samt forskellige underholdningsudsendelser på TV og har udgivet tre CD´er.
I 2012 startede Leif Maibom DK Turné-Teater sammen med kollegerne Flemming Jensen og Flemming Krøll, der producerede 2 forestillinger. 
I 2020 slår Leif og Flemming Jensen atter pjalterne sammen i deres nystiftede teaterproduktionsselskab "Jensen & Maibom", der har til formål både at drive teater- og revyvirksomhed. 
Da Tour de France kom til Danmark i 2022 med Sønderborg som slutmål, skrev Leif Maibom i samarbejde med Sønderjyllands Symfoniorkester teksten til Sønderborgs Tour de France-sang som en gave til Sønderborg Kommune. 
Leif Maibom bliver i 2022 rangeret på en top 10 over Danmarkshistoriens største revystjerner af Ekstra-Bladets teater- og revyanmelder Morten Buckhøj.

## Nomineringer og priser
Leif Maibom blev kåret som ‘Årets Revyforfatter’ ved Revyernes Revy i 1995, 2000 og 2022 og har været nomineret flere andre gange. Sønderborg Sommer Revy har også været nomineret mange gange som ‘Årets Revy’ og modtog prisen i 2008 og i 2017.
I 2001 og 2007 var Leif Maibom nomineret som ‘Årets Revyskuespiller’ ved Revyernes Revy og i 2015 som ‘Årets Mandlige Skuespiller’ ved TV Charlies Revy Galla. I 2017 kåredes han som ‘Årets Mandlige Kunstner’ og blev samtidig hyldet for sine 30 år som leder for Sønderborg Sommer Revy ved Charlies Revy Galla. I 2018 kåredes han som "Æreskunstner" af Skuespillerforeningen ved årets Revyernes Revy. Han er æresmedlem af Solistforbundet.
Leif Maibom har modtaget flere priser gennem årene for sit revyarbejde:
| - 1991 - Sønderborg Handels "Inita-pris’ - 1995 - Årets Revyforfatter - 1995 - Revypris af Skuespillerforeningen - 1997 - Volmer Sørensens Mindelegat - 1998 - Årets rødspætte, Møllerevyen Frederikshavn - 1998 - Årets Æresrumlepotte - 2000 - Årets Revyforfatter - 2006 - Louis Halberstadts æreslegat, Solistforbundet - 2007 - Årets Påfugl - Tivoli Clubben - 2007 - Legat fra Teaterdirektørernes Fond - 2008 - Årets Revy ved Revyernes Revy - 2009 - Stig Lommer Prisen | - 2011 - Æresmedlem af Solistforbundet - 2011 - Modtager af Revy-Volmer - 2011 - Sønderborg Salgs- og Reklameforenings Galochepris - 2013 - Modtager af Komponistens Kai Møllers hæderslegat - 2017 - Modtager af Harlekinprisen - 2017 - Årets Revy ved Revyernes Revy - 2017 - Årets Mandlige Kunstner ved TV Charlies Revy-Galla - 2017 - Påskønnelsespris fra DPA (Danske Populær Autorer) - 2018 - JyskeVestkystens Kulturpris - 2018 - Æreskunstner ved Revyernes Revy - 2022 - Carl Johans Hyltofts Legat uddelt af Skuespillerforeningen - 2022 - Årets Revyforfatter |

## Thorleif-Fonden
Tilbage i 1984 skabte Leif Maibom revyfiguren Thorleif, der efterfølgende blev hans signatur-figur og en fast del af Sønderborg Sommer Revy. Dette førte til, at Leif Maibom i år 2000 stiftede Thorleif-Fonden, der hvert år uddeler en revypris på kr. 8.000 til en person, der har gjort noget særligt for den danske revy.
Blandt prismodtagerne kan nævnes Ulf Pilgaard, Grethe Sønck, Simon Rosenbaum, Jan Schou, Torben "Træsko" Pedersen, Jeanne Boel, Flemming Krøll med flere.

## Revyer
- Nykøbing Falster Revyens Vinterrevy 2023
- Randers Cabareten - Randers Revyen 2022
- Sønderborg Sommer Revy 1982-2017
- Hurup Revyen 1987-1997
- Ny Rødekro Teater 1995, 1997-1998, 2000-2004
- Aalborg Vinter Revy 2002, 2005-2006, 2010, 2013
- Menstrup Revyen 2002-2007
- Randers Sommer Revy 2008-2011
- Randers Revyen 2022
- Odense Vinter Revy 2009-2010

## Film og tv
- Det store flip 1997
- Anja Efter Viktor 2003
- Hotellet 2000-2002

## CD
- "Leif Maibom Live"
- "2 Skøre Kugler" (med Jan Schou)
- "The Leif Sjow" (med Pia Rosenbaum og Henrik Krogsgaard)